# دار مسنين فنسنت
دار مسني فنسنت هو دار مسنين انشأه الكاردينال جوزيف عام 1960، كان وقتها يتكون من ثلاث مباني كل مبنى فيه ست غرف تحتوي كلى غرفة شخصين أو ثلاثة بدون كهرباء أو مياه وكانت المرافق الصحية مشتركة.
مرت الدار بمراحل عديدة إلى ان وصل عام 2010 إلى منزل متكامل مكون من 24 غرفة كل غرفة فيها مرافق صحية خاصة فيها ومياه باردة وساخنة ومياه شرب مفلترة ومطبخ مشترك وايضا اجهزة تلفزيون لكل من اجنحة السيدات والرجال كنوع من الترفيه، حيث أصبحت كلفة المعيشة فيه عام 2013 حوالي 20 دولار أمريكي.